# Mimagoniates pulcher
Mimagoniates pulcher är en fiskart som beskrevs av Menezes och Weitzman 2009. Mimagoniates pulcher ingår i släktet Mimagoniates och familjen Characidae. Inga underarter finns listade i Catalogue of Life.